# Alejandro Ulloa junior
Alejandro Ulloa junior (* 14. September 1926 in Madrid; † 14. Mai 2002 ebenda) ist ein spanischer Kameramann.

## Leben
Alejandro Ulloa war der Sohn des Schauspielers und Regisseurs Alejandro Ulloa senior, der ihm auch den Einstieg ins Filmgeschäft ermöglichte. Nach Jahren der Tätigkeit als Mitglied der Kameracrew konnte Ulloa 1956 seinen ersten Film als Chefkameramann drehen. Neben Abenteuerfilmen und Komödien fotografierte Ulloa ab den 1960er-Jahren vorwiegend Italo-Western, vor allem mit den Regisseuren Enzo G. Castellari, Antonio Margheriti und Sergio Corbucci. Bemerkenswerte gestalterische Fähigkeiten konnte Ulloa bei diesen Dutzendproduktionen kaum unter Beweis stellen. Sein Schaffen umfasst mehr als 100 Film- und Fernsehproduktionen.

## Filmografie (Auswahl)
- 1960: Die Irrfahrten des Herkules (Goliath contro i giganti)
- 1961: Der Sohn von Captain Blood (Il figlio del capitano Blood)
- 1963: Das Geheimnis des Scaramouche (La máscara de Scaramouche)
- 1964: Soraya, Sklavin des Orients (Anthar l'invincibile)
- 1965: Das Geheimnis des Dr. Z (Miss Muerte)
- 1966: Die 7 Pistolen des McGregor (7 pistole per i MacGregor)
- 1966: Im Netz der goldenen Spinne (Missione speciale Lady Chaplin)
- 1966: Rocco – der Mann mit den zwei Gesichtern (Sugar Colt)
- 1967: Die gnadenlosen Zwei (Odio per odio)
- 1967: Eine Kugel für Mac Gregor (7 donne per i Mac Gregor)
- 1968: Copper Face (Tutto per tutto)
- 1968: Die gefürchteten Zwei (Il mercenario)
- 1968: Drei ausgekochte Halunken (Vado, vedo e sparo)
- 1968: Ein Colt für hundert Särge (Una pistola per cento bare)
- 1968: Töte alle und kehr allein zurück (Ammazzali tutti e torna solo)
- 1969: Die zum Teufel gehen (La legione dei dannati)
- 1969: Nackt über Leichen (Una sull’altra)
- 1969: Stukas über London (La battaglia d'Inghilterra)
- 1969: Viva Cangaceiro (O Cangaçeiro)
- 1970: Frauen bis zum Wahnsinn gequält (Le foto proibite di una signora per bene)
- 1970: Laßt uns töten, Companeros (Vamos a matar, compañeros)
- 1971: Matalo (…y seguian robandose el millon de dolares)
- 1972: Bete, Amigo! (Che c'entriamo noi con la rivoluzione?)
- 1972: Horror-Expreß (Pánico en el transiberiano)
- 1972: Sie verkaufen den Tod (Una ragione per vivere e una per morire)
- 1972: Viva Pancho Villa (El desafío de Pancho Villa)
- 1973: Ci risiamo, vero Provvidenza?
- 1973: Der Teufel mischt die Karten (Tarot)
- 1973: Tote Zeugen singen nicht (La polizia incrimina la legge assolve)
- 1974: Fantasma en el Oeste
- 1975: In meiner Wut wieg’ ich vier Zentner (Là dove non batte il sole)
- 1975: Stacco (Quel pomeriggio maledetto)
- 1976: Zwiebel-Jack räumt auf (Cipolla Colt)
- 1977: Süße Versuchung (La Coquito)
- 1977: Der Mann aus Virginia (California)
- 1978: Manaos – Die Sklaventreiber vom Amazonas (Manaos)
- 1979: Die Affäre Garibaldi (The House on Garibaldi Street)
- 1979: Die Frau vom heißen Fluß (La mujer de la tierra caliente)
- 1979: Ein total versautes Wochenende (Sabato, domenica e venerdì)
- 1982: Das Vatikan-Komplott (Morte in Vaticano)
- 1983: Die Killer-Maschine (Goma-2)
- 1986: Crystal Heart
- 1987: Deadline: Madrid
- 1988: Brother from Space (Hermano del espacio) (gedreht 1984)